# En vildfågel
En vildfågel är en svensk stumfilm från 1921 i regi av John W. Brunius. 

## Om filmen
Filmen premiärvisades 3 oktober 1921. Filmen spelades in i Filmstaden Råsunda med exteriörer från Djurgårdsbrunnsviken, Warendorfsgatan, Reinholdska villan på Djurgården, Lidingö, Sigtuna Göteborgs hamn och Fullriggaren Abraham Rydberg av Hugo Edlund. Som förlaga har man Samuel A. Duses pjäs Skeppsbrott från 1908.

## Rollista (i urval)
- Paul Seelig – Paul Henning, jungman, utger sig för att vara Holger Wall
- Pauline Brunius – fru Berta Brenner
- Tore Svennberg – Rikard Brenner, konsul, hennes man
- Renée Björling – Alice Brenner, deras dotter
- Jenny Tschernichin-Larsson – fröken Anna Hansson, gammal trotjänarinna
- Nils Lundell – "Gamlingen", timmerman
- Bror Berger – Peter Hårde, förste styrman
- Gösta Cederlund – gäst på födelsedagsfesten
- Arthur Natorp – gäst på födelsedagsfesten
- Gull Natorp – gäst på födelsedagsfesten
- Edvin Adolphson – gäst på födelsedagsfesten
- Oscar Åberg – gäst på födelsedagsfesten
- Paul Hagman – gäst på födelsedagsfesten
- Nils Jacobsson – gäst på födelsedagsfesten
- John W. Brunius – chauffören